# 정우근
정우근(鄭于根, 1991년 3월 1일~)은 대한민국의 축구 선수로 포지션은 중앙 공격수이다. 현재 타이 리그 1의 PT 쁘라쭈압에서 활약하고 있다.

## 구단 경력
정우근은 대전문화초등학교를 지나 동신중학교를 거쳐 충남기계공업고등학교 축구부에 입단하였다. 그러나 고교 1학년 때, 브라질로
떠나며 축구 유학을 보내게 되었다. 브라질에서 유학을 보낸 이후, 태국 축구계에 입문하였다.
2018년 1월 태국을 떠나 대한민국 축구계로 돌아올 움직임을 보였다. 2018시즌을 앞두고 수원 FC에 입단했다.
2019년 초 사회복무요원으로 군생활을 시작했고, 6개월간의 군 생활 이후, 타이 리그2의 아유타야 유나이티드에 입단했다.
2020년, 타이 리그2의 치앙마이 유나이티드에 입단했다.